# Dothivalsaria megalospora
Dothivalsaria megalospora — вид грибів, що належить до монотипового роду Dothivalsaria.